# 末日警鐘 毀滅·新生
《末日警鐘 毀滅·新生》（Minutes to Midnight）是聯合公園的第三張錄音室專輯，在2007年5月15日於美國、加拿大及台灣等地上市，實體CD單曲版本則在4月30日上市。這是第一張由團員麥克擔任製作人的聯合公園專輯。此外，這也是聯合公園的專輯中第一隻被標籤為家長忠告的專輯。
本專輯的第一首單曲，也是電影變形金剛的主題曲「過去的我」（What I've Done）分別在美國和英國以數位下載的形式於2007年4月3日推出。
截自2009年10月，專輯已在全球銷售超過八百萬張。

## 發行
專輯的發行日期曾多次延期，最初預計於2006年夏季發行，之後延至秋季，但又改至2007年初，直到最後終於將發行日期定在2007年5月15日。在2006年9月的一場訪問中，麥克·篠田解釋「當寫歌的靈感開始大量湧現，你不會想要刻意去中斷它，我們已經做了超過100首歌的初步草稿。我們現在開始縮減範圍，開始挑選刪減歌曲，但我們並沒有準備要做出最後的確定。」。曾有傳言歌曲「QWERTY」會收錄在《末日警鐘 毀滅·新生》中，該首歌曲曾在2006年12月5日以現場和錄音室的試聽版本收錄於《Linkin Park Underground v6.0》CD中，但最後證實這首歌只是「歌迷俱樂部限定」，並不會收錄在專輯中。
專輯中第一首單曲「過去的我」（What I've Done）在2007年4月2日發行，並在美國的當代搖滾榜（Modern Rock chart）獲得第一名的成績。
聯合公園在2007年4月28日於德國柏林，現場演唱了「放棄了」（Given Up）、「過去的我」和「苦痛不在」（No More Sorrow）。這三首歌的現場演出於2007年5月5日被放在「AOL sessions」上播出。

### CD/DVD 特別版本
《末日警鐘 毀滅·新生》同時也有「CD/DVD 特別版本」（Special Edition）。其附贈的DVD收錄以下內容：
- 專輯中12首歌曲的進階分辨率PCM立體聲版本（48KHz/24-bit）
- 「過去的我」（What I've Done）音樂錄影帶
- 「過去的我」音樂錄影帶幕後花絮
- 《末日警鐘 毀滅·新生》專輯製作過程紀錄片。

此外，可供電腦讀取的DVD-ROM中收錄以下內容：
- 電腦桌面壁紙
- 螢幕保護程式
- 即時通訊軟體（AIM）圖示
- PDF 版的歌詞本
- 一個僅能透過DVD連結到的特殊官方網頁，其中有 Flash 小程式和歌迷網站工具包可供下載。

特別版中也包含了32頁的歌詞本，其中收錄有麥克和喬瑟夫的插畫藝術作品，以及錄音過程的照片。
另外在歌詞本中，也出現歌詞與歌曲有所出入的情況。
| 曲目                   | 實際歌曲的歌詞            | 歌詞本的歌詞             |
| ---------------------- | ------------------------- | ------------------------ |
| Given Up               | I'm sick of feeling       | I'm sick of living       |
| Given Up               | And no one cares          | And you don't care       |
| Leave Out All The Rest | I've shed but I'm me      | I've shared what I made  |
| Shadow Of The Day      | And the shadow of the day | And the shadow after day |
| No More Sorrow         | Crusades                  | Campaign's               |

### CD/DVD 超級歌迷版本
聯合公園也推出了本專輯的「CD/DVD 超級歌迷版本」（Super Fan Edition），僅能透過聯合公園的官方商品網站訂購。超級歌迷版本中包含了和特別版相同的DVD，另外多附贈了一本厚達68頁的圖像歌詞本，以及可裝框的收集卡片，並裝在用亞麻緞帶裝飾、印有浮雕的盒子中。

## 曲目列表
註：中文歌曲名稱為台灣華納唱片公司之翻譯
| 曲序 | 曲目                                        | 时长 |
| ---- | ------------------------------------------- | ---- |
| 1.   | Wake（甦醒時刻）                            | 1:40 |
| 2.   | Given Up（放棄了）                          | 3:09 |
| 3.   | Leave Out All the Rest（其餘不重要）        | 3:29 |
| 4.   | Bleed It Out（榨乾）                        | 2:44 |
| 5.   | Shadow Of the Day（白晝黑影）               | 4:49 |
| 6.   | What I've Done（過去的我）                  | 3:25 |
| 7.   | Hands Held High（雙手高舉）                 | 3:53 |
| 8.   | No More Sorrow（苦痛不再）                  | 3:41 |
| 9.   | Valentine's Day（情人節）                   | 3:16 |
| 10.  | In Between（進退兩難）                      | 3:16 |
| 11.  | In Pieces（殘局）                           | 3:38 |
| 12.  | The Little Things Give You Away（由小見大） | 6:23 |

| 亞洲巡迴紀念盤附加曲目 | 亞洲巡迴紀念盤附加曲目   | 亞洲巡迴紀念盤附加曲目 |
| 曲序                   | 曲目                     | 时长                   |
| ---------------------- | ------------------------ | ---------------------- |
| 13.                    | No Road Left（無路可退） | 3:49                   |

### 額外附加曲目
1. No More Sorrow – 3:47 （現場演出版）（Best Buy 預購附加曲目，是在2007年3月5日於「AOL Sessions」演出的版本）
2. Given Up – 3:11 （現場演出版）（Best Buy 附加曲目，是在2007年3月5日於「AOL Sessions」演出的版本）
3. What I've Done – 3:27 （現場演出版）（Best Buy 附加曲目，是在2007年3月5日於「AOL Sessions」演出的版本）
4. Breaking the Habit （現場演出版）（Wal-Mart 附加曲目，是在2007年於「Wal-Mart Soundcheck」演出的版本）
5. What I've Done （現場演出版）（Wal-Mart 附加曲目，是在2007年於「Wal-Mart Soundcheck」演出的版本）
6. No Roads Left – 3:48 （B面單曲，iTunes Store 預購版本附加單曲）
7. What I've Done - 3:29 （Live現場演出版）（iTunes Store 附加單曲）
8. Faint – 2:46 （現場演出版）（日本版附加單曲）
9. Leave Out All the Rest – 3:26 （現場演出版）（Leave Out All The Rest - EP 附加曲目，是在「Project Revolution」演出的版本）
10. What I've Done (Distorted Remix)（過去的我 扭曲混音版）
11. Given Up(Third Encore Session)

## 歌曲外洩事件
在《末日警鐘 毀滅·新生》正式發行之前，有許多「偽造」版本的專輯在P2P網路中流傳。這些專輯包含不同的來源的歌曲，從聯合公園的B面單曲、現場演出歌曲，到主唱查斯特以前加入的樂團「Grey Daze」的歌曲，以及一個受到聯合公園影響的瑞典樂團「Tribal Ink」專輯《Surrounded By Freaks》等，都用作拼湊偽造專輯，而當時真正的專輯歌曲還沒有被外洩。
在2007年5月4日，即專輯全球發行日期的十天前，真正的專輯歌曲曝光。隔天團員麥克在網路上張貼了關於他的回應：
|             | 沒有什麼事情比能夠帶給大家全新的音樂更令人興奮期待了，尤其是在我們投注這麼多心血之後。這張專輯經歷長達將近一年半的實驗、錯誤、啟發和小心翼翼的製作。我們將所有的一切都投入這些歌曲中，希望你們能夠完整地聽見每一秒。我等不及要讓你們了解這些歌曲背後所有的深層意義，以及音樂上的層次，希望你們最後能夠體會這些歌曲對自己的獨特意義。 在此同時，這次外洩的內容沒有包含我們這份作品中某些非常重要的部份。我們投注了大量的創意能量在這張專輯的「藝術」部份，包括歌詞本、特別版、一本很大的書，所花費的時間差不多和錄製混合理論專輯一樣久。這張專輯收錄有很棒的照片、歌詞和關於這些歌曲是如何放在一起的說明—視覺上的東西佔了整張專輯的一半。另一方面，超級特別版的歌詞書中包含了獨家照片、創作歌曲的故事、漂亮的藝術畫作、CD和內容豐富的DVD，其中有在攝影機下捕捉到的真實畫面。對我來說，真的很難想像任何人能在缺少這些部份的情況下感受這張專輯。 雖然每一首單獨的歌曲都非常重要。但是以隨機的順序聆聽這些歌曲，和將整張專輯從開始聽到最後一秒，感受上有很大的不同。最後，如果你已經下載了這些歌曲，就當作幫我們一個很大的忙，請按照正確的曲目順序聆聽...這樣會比較值得。 |
| ——麥克·篠田 | |

## 資料來源
1. ↑  .   [2010-11-12]. （原始内容存档于2010-11-10）.
2. ↑  Clover Hope，2006年9月6日，New Songs Still Pouring Out Of Linkin Park （页面存档备份，存于），billboard.com，2006年9月11日查證引用。
3. ↑  2007年4月12日，Timbaland Soars To No. 1 After Sales Explosion （页面存档备份，存于），Billboard
4. ↑  BandMerch.com 的存檔，存档日期2007-05-13.
5. ↑  BandMerch 網站的超級歌迷版本商品細節 的存檔，存档日期2007-08-18.
6. ↑  .   [2007-05-16]. （原始内容存档于2007-05-16）.

## 外部連結
- （英文）聯合公園官方網站 （页面存档备份，存于）